# 잉글버트 험퍼딩크
잉글버트 험퍼딩크(Engelbert Humperdinck, 1936년 5월 2일~)는 인도에서 태어난 영국의 가수로, 1945년 8월 15일 제2차 세계 대전이 종전된 직후인 1946년에 모국인 영국으로 귀거했다.
본명은 아널드 조지 도시(Arnold George Dorsey)이며 잉글버트 험퍼딩크(Engelbert Humperdinck)라는 예명은 독일 제국 말기의 피아노 연주자 겸 오페라 작곡가 엥겔베르트 훔페르딩크에서 취음한 예명이다.

## 생애

### 일생
인도 마드라스(현 첸나이)에서 웨일스계 아버지와 독일계 어머니 사이에서 10남매 중 하나로 출생하였고 1945년 제2차 세계 대전 종전 이후 영국에 귀국하여 영국 잉글랜드 지역 이스트 미들랜즈 소지역 레스터셔주 레스터에서 성장하였다.
어린 시절에 색소폰을 배웠으며, 영국으로 이주한 뒤부터는 가수를 꿈꾸며 성장했다. 고등학교 시절에 스쿨 밴드를 결성하여 활동하였으며, 졸업 후 기술직에 몸담았으나 음악에 대한 미련을 버리지 못해 다시 클럽 등지에서 노래를 불렀다.
1966년에 프로듀서 고든 밀스와 만난 이후 음악 스타일을 개선하여 영국에서 좋은 반응을 얻었으며, 1967년에는 미국 여가수 키티 웰스(Kitty Wells)의 원곡이자 미국 가수 레이 프라이스(Ray Price)가 리메이크하여 히트한 노래를 리메이크한 곡 〈Release Me〉로 세계적인 명성을 얻였다.
유로비전 송 콘테스트 2012에 영국 대표로 참가하기도 하였다.

### 주요 경력
- 1953년 영국 런던의 언더그라운드 라이브 클럽에서 스쿨 재즈 밴드의 보컬리스트 첫 데뷔.
- 1956년 색소포니스트 데뷔.
- 1957년 피아니스트 데뷔.
- 1958년 정식 가수 데뷔.
- 1985년 미국 영화 《You'll never get rich》의 단역으로 영화배우 데뷔.
- 1990년 프랑스 영화 《Chambre a part》에 조연.
- 1990년 미국 다큐멘터리 영화 《Engelbert Humperdinck: live at Birmingham Hippodrome》에 출연하였고 이 영화로 영화 조연출가 데뷔.
- 1990년 미국 영화 《Even angels fall》에 출연.
- 1991년 미국 영화 《Sherlock Holmes and the leading lady》에 주연.
- 1999년 미국 다큐멘터리 영화 《Engelbert live》에 출연하였고 이 영화로 영화연출가 데뷔.

### 인간 관계
- 가수 톰 존스와 오랜 친구 관계인 것으로 알려졌다.

## 같이 보기
- 고든 밀스